# Tetraonyx bipunctata
Tetraonyx bipunctata es una especie de coleóptero de la familia Meloidae.

## Distribución geográfica
Habita en la Guayana Francesa.